# Посольство Норвегии в Турции
Посольство Норвегии в Турции расположенно в Анкаре, столице Турции. Действует с 1925 года. В связи с тем, что Норвегия не вела международные дела, находясь до 1905 года в Шведско-норвежской унии Норвегия не имеет парного исторического консульства в Стамбуле как большинство западных стран (исторические стамбульские здания консульств Германии, Швеции, Франции, Великобритании и т.д.).  Здание посольства находится в Чанкая . С 2019 года пост посла занимает Эрлинг Скёнсберг.
Соглашения о представительстве:
- Норвегия представляет Данию в делах о выдаче виз и вида на жительство в Азербайджане и Косово.
- Норвегия представляет Финляндию в визовых делах в Азербайджане
- Норвегия представляет Исландию в визовых делах в Азербайджане, Косово и Украине.

Посольство рассматривает заявления на получение визы и вида на жительство от граждан Турции, Украины, Азербайджана, Косово, Сербии. Заявки на вид на жительство от граждан: Сирия, Грузия, Туркменистан, Хорватия, Румыния, Молдова, Болгария, Северная Македония, Албания, Босния и Герцеговина и Черногория, Казахстан
С 23 января 2023 года заявки VFS, поданные в Казахстане, больше не направляться в посольство Норвегии в Москве, ответственной миссией является посольство Норвегии в Анкаре.
Граждане Киргизии, Таджикистана, Узбекистана и Армении также с 23 января 2023 года получили право подавать заявки на вид на жительство в один из центров VFS Анкары (подача через Москву пока сохранена).
В Алании действует Норвежская церковь.

## Источник
1. ↑  https://www.norway.no/en/turkey/norway-turkey/about-embassy/
2. ↑  landsider.no : : Bilaterale forbindelser. web.archive.org (25 ноября 2013). Дата обращения: 14 марта 2023. Архивировано из оригинала 25 ноября 2013 года.
3. ↑  Visitor’s visa and residence permit (англ.). Norgesportalen. Дата обращения: 14 марта 2023. Архивировано 14 марта 2023 года.
4. ↑  Sjømannskirken i Alanya | Alanya. Дата обращения: 14 марта 2023. Архивировано 14 марта 2023 года.